# Festival Internacional de Cinema de Fajr
El Festival Internacional de Cinema de Fajr (persa: جشنواره بین‌المللی فیلم فجر), o Festival de Cinema de Fajr (FIFF; persa: جشنواره فیلم فجر), és un festival de cinema que se celebra cada febrer i abril a Teheran des de 1982. El festival està supervisat pel Ministeri de Cultura i Orientació Islàmica. Té lloc en l'aniversari de la revolució islàmica de 1979. Els premis són l'equivalent iranià als Premis Oscar estatunidencs.
El festival s'ha promocionat localment i internacionalment a través de la televisió, la ràdio i els webinars; els parlants han vingut dels Estats Units, el Regne Unit i Alemanya.
Les organitzacions que han contribuït a l'esdeveniment han inclòs la Farabi Cinema Foundation, Iran Film Foundation, Press TV, HispanTV i el canal de cinema multilingüe de l'Iran IFilm. Des del 2015, el festival s'ha dividit en un festival nacional al febrer, que destaca per les estrenes de les pel·lícules nacionals més importants, i un d'internacional, celebrat a l'abril.

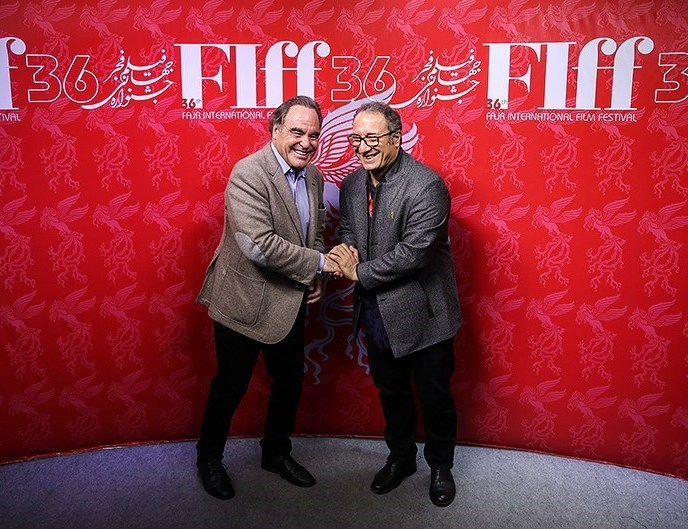
Oliver Stone i Reza Mirkarimi en l'edició del festival de 2018

## Elegibilitat
Les inscripcions a la secció de Concurs Internacional no s'han d'haver estrenat a l'Àsia central, Caucàsia i Anatòlia (a excepció del país d'origen) ni a l'Orient Mitjà per ser considerades. Les pel·lícules inscrites a les seccions competitives han de tenir dates de finalització durant els anys 2019-2020, mentre que les pel·lícules de gènere popular, i Docs in Focus i les projeccions especials han de tenir dates de finalització dins del 2018-2020. Els llargmetratges han de tenir una durada superior a 70 minuts, mentre que els curtmetratges no poden superar els 15 minuts. No es poden presentar pel·lícules si s'han presentat en una edició anterior del Festival.

## Premis
El 38è Festival Internacional de Cinema de Fajr va oferir premis a la cerimònia de clausura del 20 d'abril de 2020. Es concedeixen premis per a pel·lícules iranianes que competeixen en les categories descrites a les normes i reglaments del FIFF, que canvien d'import monetari d'any a any.

### Internacional
Font:
- Simurgh[4] d'or a la millor pel·lícula (atorgat al director de cinema) + 800.000.000 de Rial iranià (IRR) Premi en metàl·lic (conjuntament al productor i al director)
- Simurgh d'Argent al millor director + premi en metàl·lic de 400.000.000 IRR
- Simurgh d'Argent al millor guió + Premi en metàl·lic de 300.000.000 IRR
- Simurgh d'Argent a la millor actriu
- Simurgh d'Argent al millor actor
- En la decisió del Jurat Internacional, la llista de premis no ha de contenir premis conjunts i cap pel·lícula pot rebre més de dos premis.
- Simurgh d'Argent al millor curtmetratge + 100.000.000 IRR premi en metàl·lic (atorgat al director de cinema)

### Premis Eastern Vista
Font:
- Simurgh d'Or al millor llargmetratge (atorgat al director de cinema) + 600.000.000 IRR premi en metàl·Lic (conjuntament al productor i al director)
- Simurgh d'Argent al millor director de pel·lícula + 300.000.000 IRR premi en metàl·lic
- Simurgh d'Argent al millor guió pel·lícula + 150.000.000 IRR premi en metàl·lic
- Simurgh d'Argent pel Premi Especial del Jurat a la Contribució Artística destacada en un llargmetratge en les categories de càmera, muntatge, partitura musical, vestuari o disseny d'escenes
- Simurgh d'Argent al millor curtmetratge + 100.000.000 IRR premi en metàl·lic (atorgat al director de cinema)

### Competició Nacional
- Simorgh de Cristall a la millor pel·lícula
- Simorgh de Cristall al millor director
- Simorgh de Cristall al millor guió
- Simorgh de Cristall al millor actor
- Simorgh de Cristall a la millor actriu
- Simorgh de Cristall a la millor fotografia
- Simorgh de Cristall al millor editor
- Simorgh de Cristall a la millor banda sonora original
- Simorgh de Cristall pel millor maquillatge
- Simorgh de Cristall al millor actor secundari
- Simorgh de Cristall a la millor actriu secundària
- Simorgh de Cristall a la millor gravació de so
- Simorgh de Cristall als millors efectes de so
- Simorgh de Cristall al millor disseny de producció
- Simorgh de Cristall al millor disseny de vestuari
- Simorgh de Cristall als millors efectes especials
- Simorgh de Cristall als millors efectes visuals
- Simorgh de Cristall a la millor pel·lícula nacional
- Simorgh de Cristall del Premi Especial del Jurat
- Simorgh de Cristall a l'elecció del públic a la millor pel·lícula

## Boicots
Dos directors de cinema italians, Eugenio Barba i Romeo Castellucci, van anunciar que no assistirien al Festival Fajr de Teheran de 2020. Van prendre aquesta decisió a petició d'alguns artistes iranians que ja han boicotejat el festival. Fins ara, 139 persones, inclòs el director Masoud Kimiai i diverses estrelles de cinema boicotegen el festival en una mostra de simpatia per les famílies dels assassinats a l'enderrocament iranià d'un vol de passatgers ucraïnès el gener de 2020.